# Willie Clancy

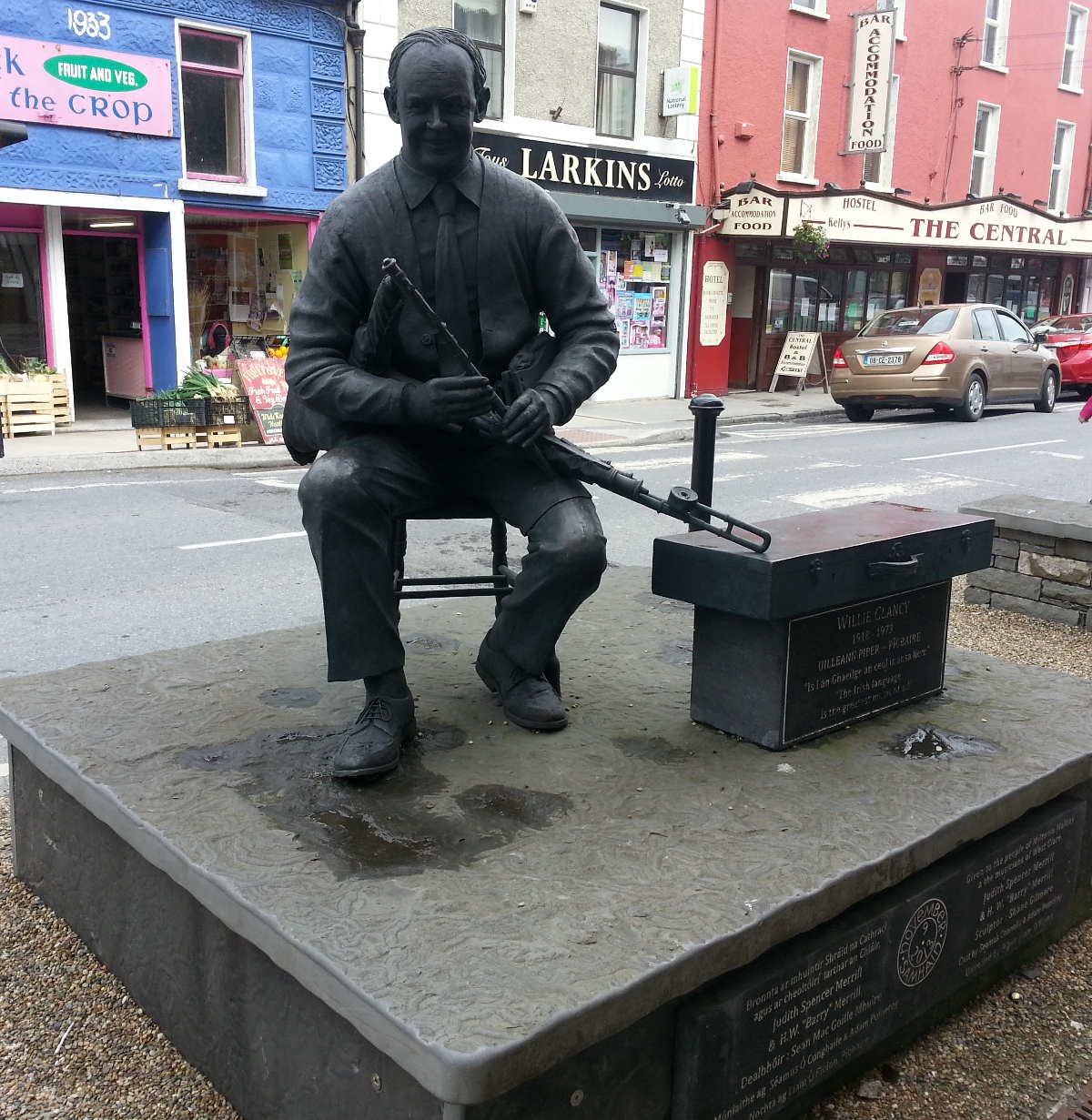
Willie Clancy

Willie Clancy (Milltown Malbay, 24 december 1918 - Galway, 24 januari 1973) was een Ierse traditionele uilleann pipes-speler. Ook zijn familie was muzikaal, zijn ouders zongen en speelden op de concertina en fluit. Willie begon op vijfjarige leeftijd al whistle te spelen en stapte later over op de fluit.
In 1938 kreeg hij zijn eerste set uilleann pipes toen hij Leo Rowsome had zien spelen. Hij werd beïnvloed door het spel van Séamus Ennis, John Potts en Andy Conroy. Clancy won de Oireachtas competitie in 1947. Ter ere van hem werd in 1973 de Willie Clancy Summer School gesticht.

## Discografie
- The Minstrel from Clare (Green Linnet)
- The Pipering of Willie Clancy, Vol. 1 (Claddagh Records)
- The Pipering of Willie Clancy, Vol. 2 (Claddagh Records)
- The Drones and the Chanters Vol. 1
- Irish Jigs, Reels & Hornpipes, met o.a. Micheal Gorman - 1955